# Rosa banksiopsis
Rosa banksiopsis — вид рослин з родини розових (Rosaceae); поширений у Китаї.

## Опис
Кущ заввишки 1–3 м. Гілочки круглі в перерізі; колючки в основному відсутні, а якщо вони є то невеликі. Листки включно з ніжкою 5–13 см; прилистки здебільшого прилягають до ніжки, вільні частини яйцюваті; ребро й ніжка голі, або рідко коротко колючі та залозисто-запушені; листочків 7–9, яйцюваті або довгасті, знизу голі або мало-запушені, зверху голі, основа округла або широко клиноподібна, край гостро просто пилчастий, вершина гостра або коротко загострена. Квітки численні в щитках, 2–3 см у діаметрі; квітконіжка 1–2.5 см; приквітки яйцюваті або ланцетні; чашолистків 5, яйцювато-ланцетні; пелюстків 5, рожеві або трояндові, обернено-яйцюваті. Плоди оранжево-червоні, яйцюваті, ≈ 8 мм у діаметрі, голі або залозисті, зі стійкими випростаними чашолистиками.
Період цвітіння: червень — липень. Період плодоношення: липень — вересень.

## Поширення
Поширений у північно-центральному, південно-центральному і південно-східному Китаї (Ганьсу, Хубей, Цзянсі, Шеньсі, Сичуань).
Населяє ліси й чагарники; на висотах 1200–2100 м.